# Mittwochs mit …
Mittwochs mit... war eine Talkshow des WDR, die von 1997 bis 2000 produziert wurde. Es wurde jeweils ein prominenter Gast eingeladen, dessen jeweiliger Name den Titel der Sendung ergänzte, um über sein Leben zu erzählen. 

## Produktion
Die Sendung wurde im 14-täglichem Rhythmus mittwochs in den Flottmann-Hallen in Herne vom WDR produziert und jeweils zwischen 20:15 Uhr und 21:45 Uhr im WDR Fernsehen als Livesendung ausgestrahlt. Moderator der Reihe war Manfred Erdenberger, der nach dem Ende von Mittwochs mit... seine TV-Karriere beendete.

## Gäste
Erster Gast war der spätere NRW-Ministerpräsident Jürgen Rüttgers. Im Laufe der über 70 produzierten Episoden waren u. a. Johannes Rau, Hans-Dietrich Genscher, Camillo Felgen, Hildegard Knef und Kardinal Joachim Meisner zu Gast.

## Aufbau der Sendung
Zwischen den Gesprächen mit dem Hauptgast waren Überraschungsgäste eingeladen. Neben den Talks wurden kleine Spiele zu einem der Hobbys des Gastes gespielt. Außerdem plauderte zum Ende der Sendung der Kabarettist Ludger Stratmann in der Rolle eines Wirtes an einer Kneipentheke mit dem Gast.